# Empis pseudodecora
Empis pseudodecora är en tvåvingeart som beskrevs av Gabriel Strobl 1898. Empis pseudodecora ingår i släktet Empis och familjen dansflugor. Inga underarter finns listade i Catalogue of Life.